# Münsingen (Württemberg)
Münsingen település Németországban, azon belül Baden-Württembergben. Lakosainak száma 14 860 fő (2023. december 31.).

## Népesség
A település népessége az elmúlt években az alábbi módon változott:
| Lakosok száma | 9893 | 11 239 | 11 215 | 11 341 | 11 329 | 13 284 | 14 286 | 14 583 | 13 958 | 14 860 |
|               | 1961 | 1967   | 1974   | 1980   | 1987   | 1993   | 2000   | 2006   | 2013   | 2023   |